# Zbraslavské lípy a javory
Zbraslavské lípy a javory je skupina – trojice (původně čtveřice) památných stromů, kterou tvoří jedna lípa malolistá (Tilia cordata) a dva javory mléče (Acer platanoides). Skupina stromů roste vlevo od silnice ze Zbraslavi do Štědré v okrese Karlovy Vary v Karlovarském kraji. Několik vichřic drasticky poničilo koruny stromů a z dvou památných lip se dochovala jediná. Druhá lípa byla v červnu 2008 postižena zlomením kmene a poté byla odstraněna. Stromy původně tvořily čtverec. Mezi stromy stojí křížek na podstavci – pískovcové sousoší Kalvárie z roku 1831, renovované roku 2011.
Nejmohutnějším a zároveň nejvyšším stromem je jediná dochovaná lípa s obvodem kmene 283 cm a výškou 28 metrů (měření 2014). V době vyhlášení bylo stáří stromů odhadováno na 250 let. Za památné byla skupina stromů vyhlášena v roce 1986 pro významný vzrůst stromů a jako krajinná dominanta.

## Stromy v okolí
- Prohořská lípa
- Kolešovský jasan
- Žlutický dub
- Jakoubkova lípa